# Avril 1829

## Événements
- France : Martignac, qui ne comprend pas les intentions du roi, propose des réformes administratives, qui n’apportent à la gauche que des garanties théoriques pour les conseils municipaux, d’arrondissement ou généraux, qui seraient devenus électifs. Le ministère est mis en difficulté sur la question de savoir si l’on discuterait d’abord des départements ou des communes.

- 5 avril, France : parution de Les Chouans, d'Honoré de Balzac sous le titre : Le dernier Chouan ou la Bretagne en 1800.

## Naissances
- 10 avril : William Booth, pasteur méthodiste britannique, fondateur de l'Armée du salut († 20 août 1912).
- 26 avril : Theodor Billroth (mort en 1894), chirurgien autrichien d'origine allemande, fondateur de la chirurgie abdominale.

## Décès
- 6 avril : Niels Henrik Abel (né en 1802), mathématicien norvégien.